# Des plumes dans la tête
Pour plus de détails, voir Fiche technique et Distribution.
Des plumes dans la tête est un film franco-belge réalisé par Thomas de Thier et sorti en 2004.

## Fiche technique
- Titre : Des plumes dans la tête
- Réalisation : Thomas de Thier
- Scénario : Thomas de Thier
- Photographie : Virginie Saint-Martin
- Décors : Wouter Zoon
- Costumes : Fabienne Gauthier
- Musique : Sylvain Chauveau et Premi Djou Dfosse
- Son : Thomas Gauder et Pierre Mertens
- Montage : Marie-Hélène Dozo
- Production : JBA Production - Magellan Production - Arte France Cinéma - RTBF - 47ème Parallèle
- Pays d'origine :  France -  Belgique
- Durée : 106 minutes
- Date de sortie : France - 25 février 2004

## Distribution
- Sophie Museur : Blanche Charlier
- Francis Renaud : Jean-Pierre Charlier
- Ulysse de Swaef : Arthur Charlier
- Alexis Den Doncker : François
- Colette Emmanuelle : Mamie
- Bouli Lanners : Sergio
- Nicolas Gob
- Sandra Zidani
- Jean-Michel Vovk

## Sélection
- Festival de Cannes 2003 (sélection Quinzaine des réalisateurs)[1]